# Рух демократичних сил Казамансу
Рух демократичних сил Казамансу — політична група, яка веде збройну боротьбу в регіоні Казаманс на півдні Сенегалу. РДСК претендуває говорити за всіх жителів Касамансу і позиціонує себе на регіональній основі багатоетнічного руху. Але програма, символіка РДСК мають відношення до етнічної групи діола.

## Історія
У Сенегалі Діола становлять меншість населення (6 %), яке зосереджено в Казаманс, область, яка відокремлена державою Гамбія від іншої частини країни. Регіон — економічно розвинутий і тому є постачальником харчових продуктів по всій країні
На початку 1980-х зросла напруженість у відносинах між діола і центральним урядом у Дакарі. РДСК організовував демонстрації і ходи, після чого уряд Сенегалу в 1982 році віддав наказ про арешт політичного керівництва РДСК. Однак це спричинило тільки подальшу ескалацію ситуації, що зрештою переросло в стан збройного конфлікту в Казамансі.
Збройні інциденти у регіоні відбуваються з 1983 року. Проте, ситуація різко погіршилася в 1990 році. РДСК отримав фінансову підтримку від Гвінея-Бісау та здійснив напад на військові бази сенегальської армії. У ході бойових дій сотні мирних жителів були вбиті, ще тисячі покинули регіон на північ або до Гамбії та Гвінеї-Бісау. Протягом 1990-х років були підписані угоди про перемир'я, проте вони не діяли протягом тривалого часу. У центрі суспільної уваги цей конфлікт став особливо гостро, коли було розстріляно четверо французьких туристів. Обидві сторони звинувачують одна одну в відповідальності за вчинок.
РДСК був заснований в 1982 році Мамаду Сані та католицьким священиком Августином Діамакуном Сенгором. У грудні того ж року демонстрації проти сенегальського уряду публічного виступу. 1983 рік характеризується двома символічно важливим нападами з боку сил безпеки, що сприяло радикалізації руху. З 1985 він був за вказівкою політичного керівництва РДСК, було створено військове крило РДСК (Атіка)під керівництвом Сіді Баджо.
В організаційному плані РДСК з трьох основних напрямків: державна організація, міжнародна організація і Атіка, як збройне крило. Про міжнародну організацію мало що відомо.
Збройне крило (Атіка) було засноване 1985 року. У 1992 Атіка розділилась на Фронт Півночі та Фронт Півдня. Розкол поглибився у 1993 р.через різну точку зору щодо припинення вогню з сенегальським урядом . Крім бойових дій проти сенегальської армії бійці фронту Південь активно брали участь у боях під час політичних заворушень в Гвінеї-Бісау в кінці 1990-х років.
Надія на мир була розвіяна після неодноразового провалу різних угод про припинення вогню в 1990-ті роки. У березні 2001 Сенгор хотів укласти ще одну угоду з Дакар. Вона передбачала, зокрема розчищення від мін, повернення біженців і обмін полоненими, без надання Казамансу автономії.
Різні фракціі Атіки відмовилися від цієї схеми. Між тим Жан-Марі Франсуа, наступник Сенгора, був призначений секретарем РДСК. Він виступав за мирне врегулювання і скликав з цього питання в місті Зігіншорі 6 жовтня 2003 року збори РДСК. Результатом цього було укладення мирного договору між сенегальським міністром внутрішніх справ та Діамакуном Сенгор. Незважаючи на фактичне врегулювання політичного конфлікту бойові дій продовжувалися. У грудні 2010 року відбулися тяжкі бої в регіоні, коли близько 100 повстанців Руху демократичних сил Казаманса спробували захопити місто Бігнона, розташоване на південь від кордону з Гамбією. Ця атака була відбита сенегальскими військами, кілька солдатів загинуло в ході бою.